# Рабіх аз-Зубайр
Рабіх аз-Зубайр (*араб. رابح فضل الله ,رابح الزبير ابن فضل الله; бл. 1842 — 22 квітня 1900) — султан власної держави в 1880—1900 роках. Повне ім'я Рабіх аз-Зубайр ібн Фадлаллах.

## Життєпис
Походив з арабизованої нубійської родини з Судану. Син містянина середніх статків Фадлаллаха. Народився близько 1842 року в Хальфайя аль-Мулук (околиці Хартуму). Замолоду поступив до єгипетського війська. Відзначився на чолі нерегулярної єгипетської кінноти під час походу проти Абіссінії.
В 1860-х роках переходить на службу до бея і відомого работоргівця Разми Мансура аз-Зубайри. 1872 року, коли того призначають пашею провінції Бахр-ель-Газаль, то Рабіх отримує посаду заступника паши. 1874 року Рабіх брав участь у підкоренні Дарфурського султанату. 1876 року Рахму Мансура було арештовано в Каїрі. У відповідь Рабіх підтримав повстання Сулеймана, сина Рахми Мансура, в Дарфурі. Натомість генерал-губернатор Судану Чарльз Джордж Гордон відправив війська на чолі із Ромоло Гессі для придушення повстання. Сулейман і Рабіх зазнали поразки. Перший 1879 року здався й був страчений. Рабіх відступив на південь.
Близько 1880 року захопив невеличку область на південь від Вадайського султанату (між річками Ніл і Убангі). 1885 року на запрошення Мухаммед Ахмеда аль-Махді, очільника Махдістської держави, прибув до Дарфуру, сподіваючи очолити провінцію та якесь військо. Але довідався про змову проти себе, тому повернувся до власних володінь. В 1887 році, скориставшись послабленням держави Махді, вдерся до Дарфуру, де захопив область з містом Дар-Кут.
В подальшому зосередив увагу на султанаті Вадай, з яким розпочав війну. Втім зазнав поразки. 1890 року підкорив землі на північ від річок Убангі і Шарі, де поставив намісником свого небожа Мухаммеда аль-Сенуссі. Слідом за цим підкорив султанат Дар-Рунга, васала Вадая. Потім відібрав в останнього області Банга Нгао і Гула.
1891 року Мухаммед аль-Сенуссі в Дар-Банді вбив французького мандрівника Поля Крампеля, якого розглядав як розвідника.
1893 року виступив проти імперії Борну, яка зноходилася у занепаді. Спочатку в травні завдав поразки 15-тисячному війську біля Ам-Гоббіо (неподолі Декоа, сучасна ЦАР), потім 2-тисячну кінноту біля Легарава. Правитель Борну Хашим втік на південь, де незабаром його було вбито. Після цього 1894 року в 2-денній запеклій битві здолав Мухаммада аль-Аміна II, нового правителя Борну. Слідом за цим захопив та сплюндрував ворожу столицю Кукаву.
Разом з тим 1894 року спільно з аль-Сенуссі військо Рабіха виступило проти Гваранги II, мбанги Багірмі, за те, що визнав протекторат Франції. Військо Багірмі було переможено, а столицю Масенью захоплено й сплюндровано.
Столицею своїх володінь зробив місто Діква (на південний захід від озера Чад). У 1895 році намагався домовитися з Британською Королівською нігерійською компанією стосовно придбання пороху та боєприпасів, але марно. В 1896 році вступив у конфлікт з Британською Королівською нігерійською компанією. 1897 року намагався захопити важливе місто Кано, але без успіху.
Рабіх зумів відновити потугу імперії Борну, зміцнивши владу над місцевими феодалами. Також було впроваджено новий Кодекс законів, заснований на шаріаті. Разом з тим упорядкував податкову систему, полегшивши тиск, чим сприяв наповненню скарбниці. Проте основний дохід вбачав в работоргівлі, яка за правління Рабіха набула нового піднесення.
Втім основну увагу приділяв підготовці війська, яке складалося з 10 тис. професійних піхотинців і вершників, озброєних гвинтівками. Допоміжні загони, озброєні луками й списами, в 3-4 рази перевершували підрозділи з вогнепальною зброєю.
1899 року почали загострюватися стосунки із Францією. 10 жовтня в битві біля Тогбаю (неподолі Сарха) Рабіх здобув перемогу над французьким загоном лейтенанта Анрі Бретонне, захопивши 3 гармати. Невдовзі після цього було відбито французький напад на місто Куно. Вирішальна битва відбулася 1900 року біля Куссері, в якій армія Рабіха зазнала нищівної поразки, а він сам загинув під час відступу.
Син Рабіха — Фадл-Ахмад — 1901 року зазнав остаточно поразки. Внаслідок цього Борну було розділено між Францією (утворена військова територія Чад), Великою Британією (південні землі) та частково німецькою імперією. На троні шеку було відновлено династію Канемі на чолі із Умаром II.